# 임현욱
임현욱은 대한민국의 텔레비전 드라마 연출감독이다.

## 드라마
- 2011년 ~ 2012년 JTBC 일일시트콤 《청담동 살아요》 ... 공동연출
- 2015년 JTBC 주말특별기획드라마 《송곳》 ... 조연출
- 2016년 JTBC 금토 미니시리즈 《이번주 아내가 바람을 핍니다》 ... 조연출
- 2017년 JTBC 웹드라마 《알 수도 있는 사람》 ... 연출
- 2018년 JTBC 월화 미니시리즈 《라이프》 ... 공동연출
- 2019년 JTBC 월화 미니시리즈 《꽃파당: 조선혼담공작소》 ... 공동연출
- 2021년 JTBC 수목 미니시리즈 《너를 닮은 사람》 ... 연출
- 2023년 JTBC 주말 미니시리즈 《킹더랜드》 ... 연출

## 예능
- 2012년 ~ 2013년 JTBC 예능프로그램 《김국진의 현장박치기》 ... 공동연출
- 2012년 ~ 2013년 JTBC 예능프로그램 《상상연애대전》 ... 공동연출
- 2013년 JTBC 예능프로그램 《미라클 코리아》 ... 공동연출
- 2013년 ~ 2014년 JTBC 예능프로그램 《히든싱어 2》 ... 공동연출
- 2014년 JTBC 예능프로그램 《히든싱어 3》 ... 공동연출
- 2015년 JTBC 예능프로그램 《나홀로 연애중》 ... 공동연출
- 2015년 ~ 2016년 JTBC 예능프로그램 《내 친구의 집은 어디인가》 ... 공동연출
- 2015년 JTBC 예능프로그램 《연쇄쇼핑가족》 ... 공동연출

## 시사 / 교양
- 2013년 ~ 2019년 JTBC 시사교양프로그램 《썰전》 ... 공동연출

## 시트콤
- 2013년 JTBC 일일시트콤 《시트콩 로얄빌라》 ... 공동연출